# Zîrnești
Zîrnești è un comune della Moldavia situato nel distretto di Cahul di 2.467 abitanti al censimento del 2004.

## Località
Il comune è formato dall'insieme delle seguenti località: (popolazione 2004)
- Zîrnești (1.908 abitanti)
- Paicu (505 abitanti)
- Tretești (54 abitanti)